# Pygidiopsis genata
Pygidiopsis genata ist ein Zwergdarmegel, ein digener Saugwurm aus der Familie der Heterophyidae. Er befällt den Dünndarm bei Menschen, Katzen, Hunden und fischfressenden Vögeln. Sein Verbreitungsgebiet liegt in Rumänien, Ägypten und Tunesien sowie im Nahen Osten, in Kuwait, im Iran und in Nordamerika. Die Erstbeschreibung basierte auf einem Exemplar aus dem Dünndarm eines Pelikans. Beim Menschen wurde der Parasit 1987 erstmals anhand der Eier in Kotproben in Ägypten nachgewiesen, bei denen 2,7 % positiv waren.
Pygidiopsis genata ist klein und hat eine ovale Körperform. Die Länge variiert zwischen 0,4 und 0, 7 mm, die Breite zwischen 0,2 und 0,4 mm. Der Präpharynx ist lang, der Ösophagus kurz und die langen Blinddärme reichen fast bis an das Körperende. Die beiden Hoden liegen nebeneinander, relativ weit hinten im Körper. Das Receptaculum seminis ist groß und liegt mittig vor den Hoden. Das Ovar liegt bauchwärts des Receptaculum seminis, die Dotterstöcke seitlich der Hoden. Der Uterus bildet weite Falten zwischen Keimdrüsen und Bauchsaugnapf. Die Eier sind 0,018–0,022 × 0,009–0,012 mm groß. Der Saugwurm hat ein kleines ovales Gonotyl. Typisch sind 16 kleine Stacheln am Mundsaugnapf, die allerdings nur bei frischen Präparaten erkennbar sind.
Erster Zwischenwirt sind die Nadel-Kronenschnecke (Melanoides tuberculata) und Melanopsis costata. Zweiter Zwischenwirt sind Brackwasserfische wie Barbus canis, Mugil capito und Tilapia-Arten. In ihnen entwickeln sich die ansteckenden Metazerkarien. Die Endwirte stecken sich vermutlich durch den Verzehr von rohem oder unzureichend erhitztem Fisch an.